# Wacław Kopisto
Wacław Kopisto (Jmelnytsky, Imperio Ruso, 8 de febrero de 1911-Rzeszów, Polonia, 23 de febrero de 1993) fue un oficial polaco activo en la Segunda Guerra Mundial, miembro de la Armia Krajowa y soldado del Cichociemni durante la ocupación nazi de Polonia.

## Biografía
Wacław Kopisto nació en pequeña aldea de Józin, Starokostiantyniv, actualmente el territorio corresponde al óblast ucraniano de Jmelnytsky, en el centro del país.
Entre 1934 y 1935 Kopisto asistió a la academia militar de cadetes de Ternópil. En 1939 luchó contra Alemania en la ocupación de septiembre, defendiendo la región del actual Voivodato de Subcarpacia. Tras la derrota de Polonia por la Alemania nazi y la Unión Soviética, Kopisto huyó a Hungría, Francia y, finalmente, Gran Bretaña, en donde se enroló como paracaidista dentro del ejército polaco exiliado. Regresó a Polonia desplegándose junto a su unidad la noche del 2 de septiembre de 1942 en el área de Grójec, al sur de Mazovia.
Kopisto participó en varias operaciones militares de Volinia contra las fuerzas invasoras alemanas, así como las unidades de colaboracionistas de la UPA. El 20 de enero de 1943 participó en el rescate de varios prisioneros de guerra polacos que habían sido detenidos y torturados en la prisión de Pinsk. El primer pelotón Cichociemni entró en la prisión conduciendo un Opel, vistiendo uniformes de las SS y gritando a los guardias en alemán. Una vez dentro del recinto, dispararon al comandante, abrieron las celdas de la cárcel y liberaron a los presos que fueron cargados en un camión que habían requisado, huyendo minutos antes de que llegaran los refuerzos alemanes. Dos días más tarde, el 22 de enero, la SS ejecutaron a treinta rehenes civiles en represalia por la huida de los presos.
Kopisto sirvió como comandante del Kedyw en la Insurrección de Lutsk, defendiendo a los polacos de las masacres perpetradas por el Ejército Insurgente Ucraniano en Volinia. Fue capturado por el Ejército Rojo en 1944 y condenado a muerte, pasando diez años en varios gulags de Siberia, entre ellos los de Kolymá y Magadán. Regresó a Polonia en 1955 y se instaló en Rzeszów, ciudad en la que falleció el 23 de febrero de 1993 a los 82 años. Recibió las condecoraciones póstumas Virtuti Militari y la Cruz del Valor.